# Rujinți, Vidin
Rujinți (în bulgară Ружинци) este un sat în comuna Rujinți, regiunea Vidin, nord-vestul Bulgariei. Este centrul administrativ al comunei Rujinți, care este situată în partea de sud-est a Regiunii Vidin. Rujinți este situat la 54 de kilometri de capitala regiunii, Vidin și la 43 de kilometri de Montana.

## Demografie
Componența etnică a satului Rujinți
     Bulgari (78,02%)
     Romi (20,83%)
     Nicio identificare (0,79%)
     Altele (0,33%)
La recensământul din 2011, populația satului Rujinți era de 883 locuitori. Din punct de vedere etnic, majoritatea locuitorilor (78,02%) erau bulgari, cu o minoritate de romi (20,83%). Pentru 0,79% din locuitori nu este cunoscută apartenența etnică.